# Phytomyza buhri
Phytomyza buhri este o specie de muște din genul Phytomyza, familia Agromyzidae, descrisă de Erich Martin Hering în anul 1930.
Este endemică în Croatia. Conform Catalogue of Life specia Phytomyza buhri nu are subspecii cunoscute.